# Tenzone
Die Tenzone ist eine Form des Streitgedichts. Sie hat ihre Ursprünge in der provenzalischen Dichtung; die Streitenden stellen in ihr im Gegensatz zum Partimen, das eher einen unpersönlichen und spielerischen Charakter hat, in ernster Weise ihre persönliche Meinung zum verhandelten Thema vor. Im 13. Jahrhundert wurde die Tenzone in Italien heimisch; an das Vorbild dieser für gewöhnlich in Sonetten geschriebenen italienischen Tenzonen halten sich im Allgemeinen die Tenzonen der neueren deutschen Dichtung.
Die vom Verfasser des ersten Tenzonen-Beitrags vorgegebene Form, zum Beispiel eine bestimmte Strophe oder das Sonett, wird auch im weiteren Verlauf der Tenzone benutzt; gelegentlich werden auch die verwendeten Reime ganz oder teilweise übernommen.
Ein Beispiel für eine deutsche Tenzone ist Reden ist Silber, Schweigen ist Gold von Theodor Fontane und Bernhard von Lepel, geschrieben in achtzeiligen, doppelt kreuzgereimten Strophen aus jambischen Vierhebern.